# Protanystropheus antiquus
Il protanistrofeo (Protanystropheus antiquus) è un rettile estinto, appartenente ai prolacertiformi. Visse nel Triassico medio/superiore (circa 240 - 225 milioni di anni fa). I suoi resti fossili sono stati ritrovati in Europa centrale e occidentale.

## Classificazione
I resti di questo animale sono stati descritti per la prima volta nel 1905 da Friedrich von Huene, che li attribuì al genere Tanystropheus. Von Huene creò per questi resti, ritrovati in Germania in strati del Triassico medio, la nuova specie T. antiquus. Altri resti vennero in seguito attribuiti a questa specie, che rimase tuttaviameno conosciuta rispetto ad altre specie di Tanystropheus. Nel 2006 alcuni resti di T. antiquus vennero ridescritti come un nuovo genere, Amotosaurus. Successivamente, nel 2011, Sennikov ritenne che i resti dell'olotipo erano sufficientemente distinti da quelli attribuiti alle altre specie di Tanystropheus da istituire un nuovo genere, Protanystropheus. Come il suo parente più famoso, anche Protanystropheus possedeva un collo insolitamente lungo e formato da poche vertebre estremamente allungate.